# 愛爾蘭共和主義
愛爾蘭共和主義（英語：Irish republicanism）是一種認為整個愛爾蘭應該成為一個獨立共和國的思想。這種思想在出現在18至19世紀民族主義和民主思想在歐洲流行的時期，並成為愛爾蘭反抗英國統治的思想來源。1780年，聯合愛爾蘭人會成立，其主要成員是自由派新教徒。這個組織很快在美國革命的影響下成為一個革命組織，並得到了法國援助，開始進行反抗英國統治的活動。之後在愛爾蘭人青年共和兄弟會等組織的努力下，愛爾蘭在1948年正式成為一個獨立共和國。但仍然遺留有北愛爾蘭問題。